# Survie
Survie è stato un comune francese di 154 abitanti situato nel dipartimento dell'Orne nella regione della Normandia. Il 1º gennaio 2017 si è unito ad altri tredici comuni per creare il nuovo comune di Gouffern en Auge di cui è divenuto comune delegato.

## Società

### Evoluzione demografica
Abitanti censiti